# ديسقوريا أليفة الرمال
ديسقوريا أليفة الرمال (الاسم العلمي:Dioscorea psammophila) هي نوع من النباتات تتبع جنس الديسقوريا من الفصيلة الديسقورية.